# Iris lutescens
Espèce
Classification phylogénétique
Iris lutescens, appelé l'iris des garrigues, l'iris jaunâtre ou l'iris nain, est une plante appartenant au genre Iris et à la famille des Iridacées. Comme son nom l'indique, ses fleurs sont généralement de couleur jaune pâle, mais il existe aussi des variétés à fleurs violettes ou blanchâtres, ou encore bicolores. C'est une plante méditerranéenne poussant en principe sur le calcaire, dans les pelouses rocailleuses sèches. Elle est très cultivée dans les jardins.
On en connaît deux sous-espèces :
- I. l. subsp. lutescens, la plus répandue ;
- I. l. subsp. subbiflora (Brot.) D.A.Webb & Chater

## Description

### Écologie et habitat
Plante vivace par son rhizome, poussant en région méditerranéenne nord, de la péninsule Ibérique à l'Italie. Elle est absente en Afrique du Nord.
On la rencontre surtout dans les garrigues, dans des lieux exposés au soleil (pelouses basophiles, mésoxérophiles), à la fois herbeux et caillouteux. Le rhizome adhère fortement sur des dalles de calcaire plates et y retient la terre.
- Floraison : mars à mai
- Pollinisation : entomogame
- Dissémination : barochore

### Morphologie générale et végétative
Plante herbacée rhizomateuse, basse ou petite, à tige atteignant au maximum 35 cm. Feuilles ensiformes évoquant des lames d'épée, ne dépassant généralement pas les fleurs. Largeur des feuilles : de 5 à 25 mm. C'est une hémicryptophyte.

### Morphologie florale
L'inflorescence comporte une ou deux fleurs. C'est une cyme unipare hélicoïde entourée par une spathe verte à extrémité membraneuse. Les trois tépales externes, généralement réfléchis, portent chacun une barbe centrale de poils jaunes. Les trois tépales internes sont érigés, souvent presque aussi larges que longs. Les fleurs peuvent être de couleur bleue, blanche ou jaune, au sein d'un même groupement.

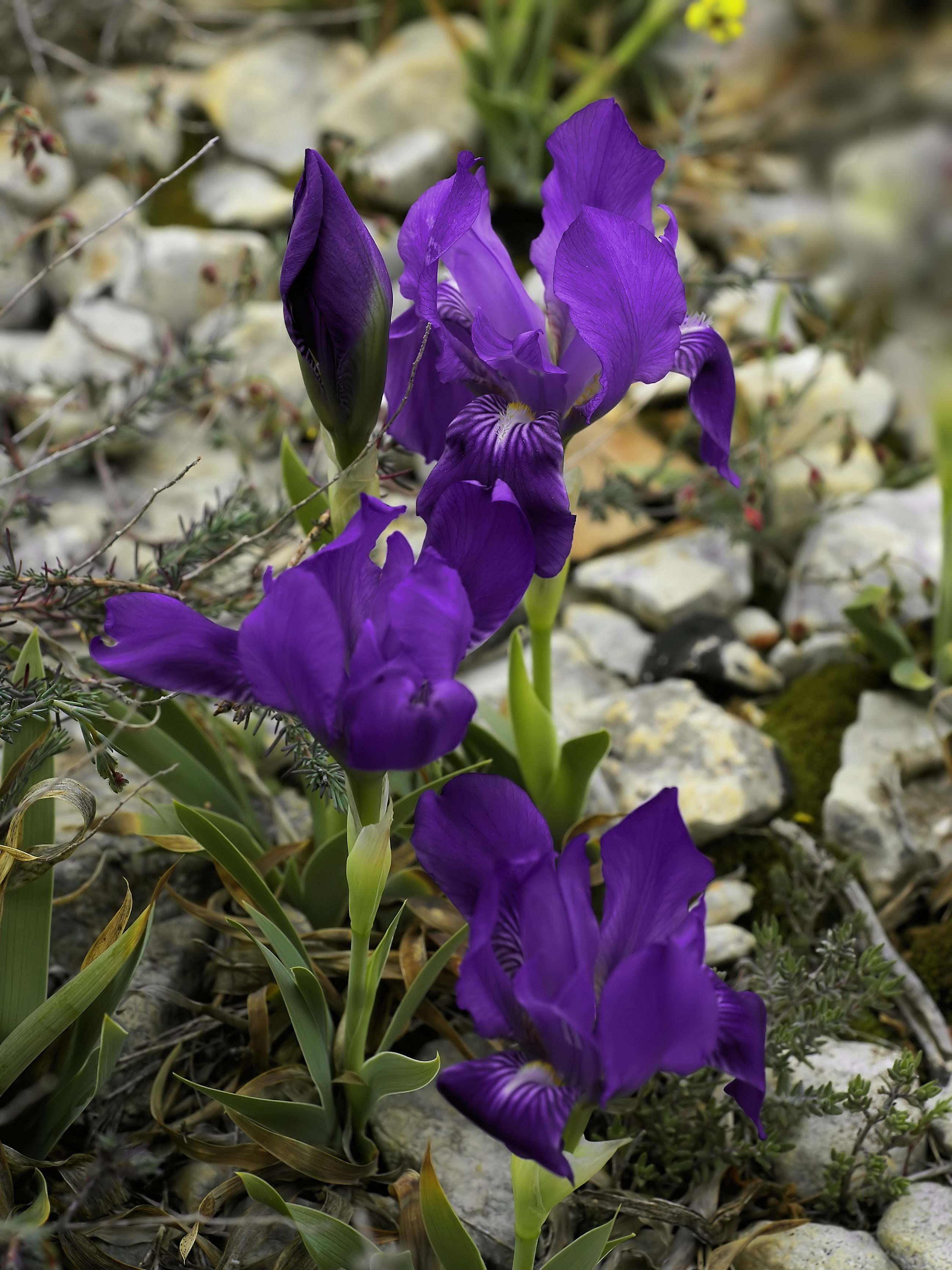
Varièté à fleurs bleues sur sol caillouteux.

### Fruit et graines
Le fruit est une capsule à trois loges comportant de nombreuses graines.

## Protection
Cette plante n'est pas menacée.